# João dos Santos
Pour les articles homonymes, voir dos Santos.
João dos Santos est un footballeur portugais né le 11 février 1909 à Setúbal et mort à une date inconnue.

## Biographie
Il réalise l'intégralité de sa carrière au Vitória Setúbal.
En équipe du Portugal, il reçoit 11 capes entre 1926 et 1931. Il est sélectionné à seulement 16 ans pour un match contre la Tchécoslovaquie. Il participe aux Jeux olympiques 1928 à Amsterdam. 

## Carrière

### En tant que joueur
- Vitória Setúbal

### En tant qu'entraîneur
- 1935-1936 :  Vitória Setúbal
- 1939-1942 :  Vitória Setúbal

## Palmarès
Avec le Vitória Setúbal :
- Champion de Lisbonne en 1924 et 1926